# São Paulo Challenger de Tenis 2013
El São Paulo Challenger de Tenis 2013 fue un torneo de tenis profesional que se jugó en pistas de polvo de ladrillo. Se trató de la primera edición del torneo que forma parte del ATP Challenger Tour 2013 . Tuvo lugar en San Pablo, Brasil entre el 29 de agosto y el 4 de agosto de 2013.

## Jugadores participantes del cuadro de individuales

### Cabezas de serie
| País                 | Jugador                      | Rank1 | Favorito |
| -------------------- | ---------------------------- | ----- | -------- |
| Bandera de Brasil    | João Souza                   | 122   | 1        |
| Bandera de Chile     | Paul Capdeville              | 142   | 2        |
| Bandera de Colombia  | Alejandro González (Campeón) | 160   | 3        |
| Bandera de Argentina | Guido Andreozzi              | 177   | 4        |
| Bandera de Brasil    | Guilherme Clezar             | 216   | 5        |
| Bandera de Brasil    | Fabiano de Paula             | 222   | 6        |
| Bandera de Argentina | Agustín Velotti              | 229   | 7        |
| Bandera de Argentina | Marco Trungelliti            | 266   | 8        |

- 1 Se ha tomado en cuenta el ranking del 22 de julio de 2013.

### Otros participantes
Los siguientes jugadores recibieron una invitación (wild card), por lo tanto ingresan directamente al cuadro principal (WC):
- Carlos Severino
- Marcelo Demoliner
- Tiago Fernandes
- Fernando Romboli

Los siguientes jugadores ingresan al cuadro principal tras disputar el cuadro clasificatorio (Q):
- Christian Garín
- Christian Lindell
- Bruno Semenzato
- Alexandre Schnitman

Los siguientes jugadores ingresan al cuadro principal como alternantes (Alt):
- Gonzalo Lama
- Tiago Lopes

Los siguientes jugadores ingresan al cuadro principal como perdedor afortunado (LL):
- Marcelo Tebet

Los siguientes jugadores ingresan al cuadro principal con ranking protegido (PR):
- Eduardo Schwank

## Jugadores participantes en el cuadro de dobles

### Cabezas de serie
| País                   | Jugador           | País                | Jugador            | Rank1 | Favorito |
| Bandera de Brasil      | Marcelo Demoliner | Bandera de Brasil   | João Souza         | 173   | 1        |
| Bandera de Brasil      | Guilherme Clezar  | Bandera de Brasil   | Fabiano de Paula   | 367   | 2        |
| Bandera de El Salvador | Marcelo Arévalo   | Bandera de Colombia | Nicolás Barrientos | 462   | 3        |
| Bandera de Brasil      | Andre Miele       | Bandera de Brasil   | João Pedro Sorgi   | 607   | 4        |
| ---------------------- | ----------------- | ------------------- | ------------------ | ----- | -------- |

- 1 Se ha tomado en cuenta el ranking del 22 de julio de 2013.

## Campeones

### Individual Masculino
- Alejandro González  derrotó en la final a  Eduardo Schwank por 6-2, 6-3.

### Dobles Masculino
- Fernando Romboli /  Eduardo Schwank derrotaron en la final a  Marcelo Arévalo /  Nicolás Barrientos por 6(6)-7, 6-4, [10-8].